# Alloformica
Alloformica is een geslacht van mieren uit de onderfamilie van de Formicinae (Schubmieren).

## Soorten
- A. aberrans (Mayr, 1877)
- A. flavicornis (Kuznetsov-Ugamsky, 1926)
- A. nitidior (Forel, 1904)
- A. obscurior Dlussky, 1990